# Acrachne henrardiana
Acrachne henrardiana là một loài thực vật có hoa trong họ Hòa thảo. Loài này được (Bor) S.M.Phillips mô tả khoa học đầu tiên năm 1982.